# Liste der Wappen im Odenwaldkreis
Diese Liste zeigt die Wappen der Städte und Gemeinden sowie Wappen von ehemals selbständigen Gemeinden und aufgelösten Landkreisen im Odenwaldkreis in Hessen.
In dieser Liste werden die Wappen mit dem Gemeindelink angezeigt.

Wappen des Odenwaldkreises[1]
Lage des Odenwaldkreises in Hessen
Lage des Odenwaldkreises in Deutschland

## Wappen der Städte und Gemeinden
- Stadt
Bad König[2]
- Gemeinde
Brensbach[3]
- Stadt
Breuberg[4]
- Gemeinde
Brombachtal[5]
- Kreisstadt
Erbach (Odenwald)[6]
- Gemeinde
Fränkisch-Crumbach[7]
- Gemeinde
Höchst im Odenwald[8]
- Gemeinde
Lützelbach[9]
- Stadt
Michelstadt[10]
- Gemeinde
Mossautal[11]
- Stadt
Oberzent[12]
- Gemeinde
Reichelsheim (Odenwald)[13]

## Wappen ehemaliger Städte und Gemeinden

Stadt Oberzent Stadtteil Beerfelden[14]

Stadt Bad König
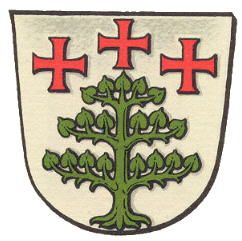
Gemeinde Lützelbach Ortsteil Breitenbrunn
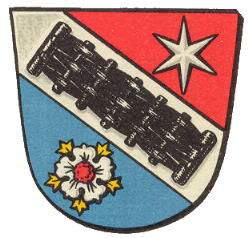
Stadt Breuberg Stadtteil Hainstadt
Gemeinde Hesseneck
Gemeinde Reichelsheim Ortsteil Kirch-Beerfurth
Gemeinde Lützelbach Ortsteil Lützel-Wiebelsbach
Gemeinde Höchst i. Odw. Ortsteil Mümling-Grumbach
Stadt Breuberg Stadtteil Neustadt
Gemeinde Brensbach Ortsteil Nieder-Kainsbach
Gemeinde Reichelsheim Ortsteil Ober-Kainsbach
Gemeinde Reichelsheim Ortsteil Pfaffen-Beerfurth
Stadt Breuberg Stadtteil Rai-Breitenbach
Stadt Oberzent Stadtteil Rothenberg
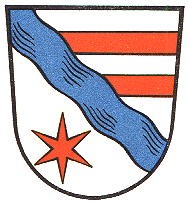
Stadt Breuberg Stadtteil Sandbach
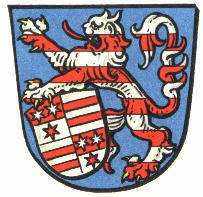
Stadt Oberzent Stadtteil Schöllenbach
Gemeinde Sensbachtal
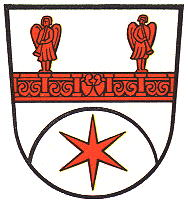
Stadt Michelstadt Stadtteil Steinbach
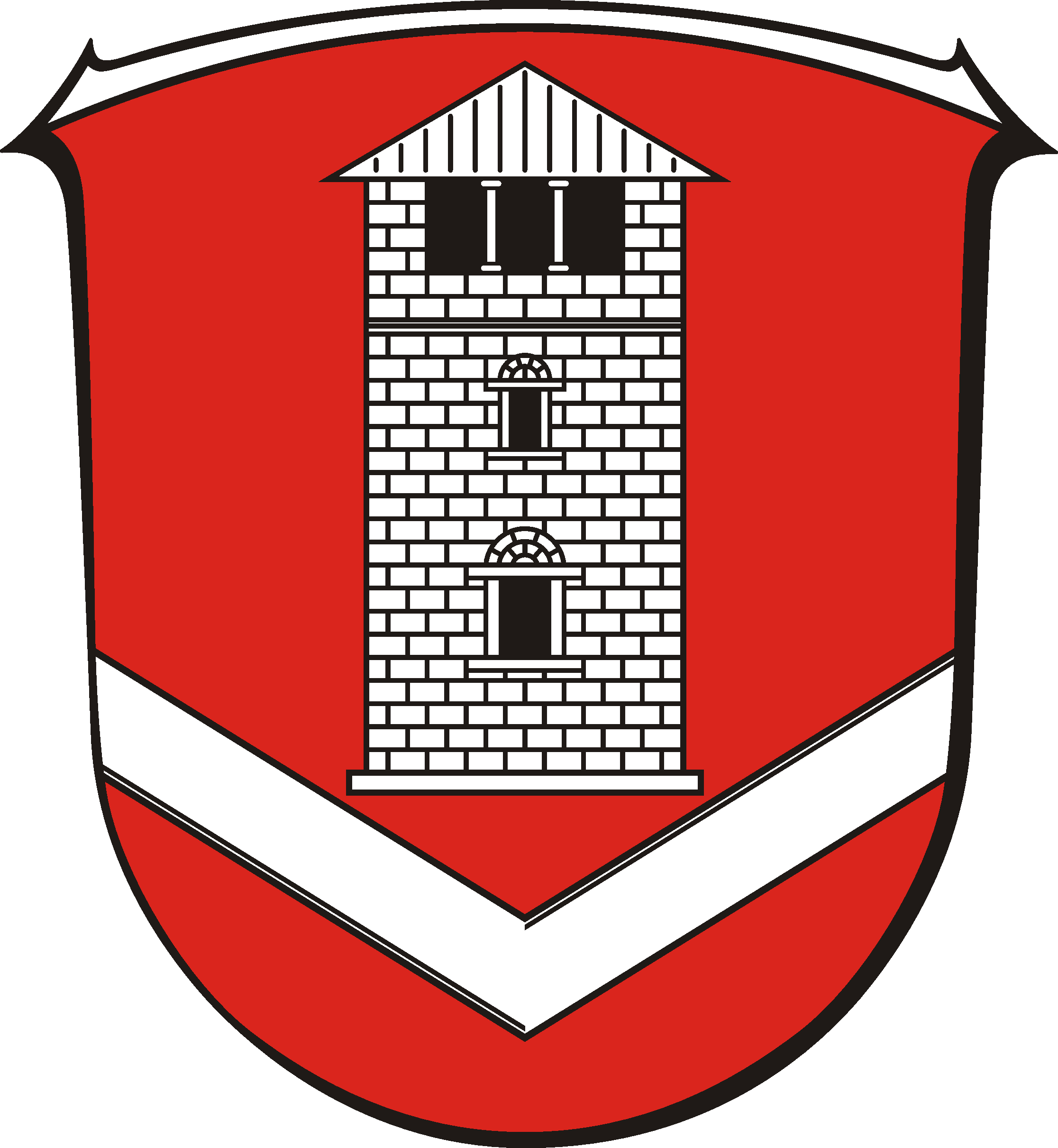
Stadt Michelstadt Stadtteil Vielbrunn
Gemeinde Lützelbach
Ortsteil Breitenbrunn[15]
Stadt Breuberg
Stadtteil Hainstadt[16]
Gemeinde Hesseneck[17]
Kreisstadt Erbach (Odenwald)
Gemeinde Fränkisch-Crumbach

- Gemeinde Reichelsheim
Ortsteil Kirch-Beerfurth[18]
- Gemeinde Lützelbach
Ortsteil Lützel-Wiebelsbach[19]
Gemeinde Höchst i. Odw. Ortsteil Mümling-Grumbach[20]
- Stadt Breuberg
Stadtteil Neustadt[21]
Gemeinde Brensbach Ortsteil Nieder-Kainsbach[22]
- Gemeinde Reichelsheim
Ortsteil Ober-Kainsbach[23]
- Gemeinde Reichelsheim
Ortsteil Pfaffen-Beerfurth[24]
Stadt Breuberg Stadtteil Rai-Breitenbach[25]
- Stadt Oberzent
Stadtteil Rothenberg[26]
- Stadt Breuberg
Stadtteil Sandbach[27]
- Stadt Oberzent
Stadtteil Schöllenbach[28]
Gemeinde Sensbachtal[29]
Stadt Michelstadt Stadtteil Steinbach
Gemeinde Reichelsheim (Odenwald)

- Stadt Michelstadt
Stadtteil Vielbrunn[30]

## Blasonierungen
1. ↑  Odenwaldkreis: „Auf goldenem Grund eine schwarze, bewurzelte Eiche, begleitet von drei sechsstrahligen roten Sternen.“
2. ↑  Bad König: „In Silber ein durchgehendes schwarzes Kreuz, das mit einem goldenen Stamm und drei daraus wachsenden goldenen Eichenblättern belegt ist; im oberen rechten und unteren linken Winkel je ein sechsstrahliger roter Stern.“
3. ↑  Brensbach: „In silbernem Schild unten ein blauer Bach, darüber schwebend eine von 5 sechszackigen Sternen begleitete rote züngelnde Flamme.“
4. ↑  Breuberg: „Schild durch ein aufgerichtetes silbernes Schwert mit goldenem Griff gespalten (heraldisch) rechts in Blau eine silberne, golden bebutzte Rose, links in Rot ein silberner sechszackiger Stern.“
5. ↑  Brombachtal: „Durch schwarzes Balkenkreuz viergeteilt, rechts oben sechsfach rot-silber geschacht, links oben sechsstrahliger roter Stern auf Silber, rechts unten rote Rose auf Silber, links unten zwei rote Balken auf Silber.“
6. ↑  Erbach: „In Rot ein blauer Wellenschrägbalken, belegt mit drei roten Sternen.“
7. ↑  Fränkisch-Crumbach: „In Blau ein goldener Schrägbach, beseitet von je einem goldenen Stern“
8. ↑  Höchst: „In Silber auf blauem Wellenbalken eine dreibogige steinerne rote Brücke, darüber zwei und darunter ein roter Stern.“
9. ↑  Lützelbach: „In gespaltenem Schild rechts in Rot ein goldener blaubekrönter und -bezungter Löwe, links in Silber und Blau geschachtet.“
10. ↑  Michelstadt: „In von Blau und Gold geteiltem Schild oben in Gold zwei (Erbacher) Sterne, (die untere Hälfte rankendamasziert).“
11. ↑  Mossautal: „In schräggeviertem Schild rechts und links je einen roten Stern auf Silber, oben ein silbernes Iroschottenkreuz auf Rot, unten ein silbernes Johanniterkreuz auf Rot.“
12. ↑  Oberzent: „Im schräggevierten Schild oben in Silber ein schwarzes Hirschgeweih mit roten Geweihrosen, zwischen den Stangen eine rote Eichel; vorn in Rot ein silbernes Kreuz auf einem silbernen Bogen, begleitet von zwei silbernen sechsstrahligen Sternen; hinten in Rot ein silbernes Rad; unten in Silber ein rot- bewehrter aufgerichteter schwarzer Bär.“
13. ↑  Reichelsheim: „Auf goldenem Boden in Rot unter drei nebeneinander stehenden sechsstrahligen Sternen drei goldene Eichbäume, dazwischen zwei goldene Eichenschößlinge.“
14. ↑  Beerfelden: „Das Wappen zeigt in Silber einen aufgerichteten schwarzen Bär, begleitet von drei (2:1)roten Sternen.“
15. ↑  Breitenbrunn: „In Silber eine dreigestufte grüne Gerichtslinde unter drei kleinen roten Tatzenkreuzen.“
16. ↑  Hainstadt: „Über einem mit einem schwarzen Flechtzaun belegten silbernen Schrägbalken in Rot ein silberner Stern, unten in Blau eine silberne Rose mit roten Staubengefäßen“
17. ↑  Hesseneck: „Auf Silber ein rotes Kreuz auf einem roten Bogen, begleitet von zwei roten Sternen.“
18. ↑  Kirch-Beerfurth: „In gespaltenem und zweimal geteiltem Schild (Gold und Rot umgesetzt) eine geschweifte blaue Spitze, belegt mit einem silbernen Kastell.“
19. ↑  Lützel-Wiebelsbach: „In gespaltenem Schild rechts in Rot ein goldener blaubekrönter und -bezungter Löwe, links in Silber und Blau geschachtet.“
20. ↑  Mümling-Grumbach: „Schild von Silber und Blau geteilt, rechts zwei rote Balken, in dem verbreiterten linken Feld eine steigende goldene Hindin mit einem darübergelegten und nach unten weisenden silbernen Pfeil.“
21. ↑  Neustadt: „Das Wappen zeigt in einem von einem silbernen Schwert mit goldenem Griff geteilten Schild rechtes oben in Blau eine fünfblättrige silberne Rose mit rotem Butzen (Wertheim), links oben in Rot einen silbernen sechsstraligen Stern (Erbach).“
22. ↑  Nieder-Kainsbach: „In Rot ein silberner, mit einem durchgehenden einfachen schwarzen Kreuz belegter Balken, beseitet von drei silbernen sechsstrahligen Sternen“
23. ↑  Ober-Kainsbach: „In blauem Schild ein silbernes, schrägrechts liegendes Wellenband, links oben und rechts unten je eine Krone“
24. ↑  Pfaffen-Beerfurth: „Im blauen Schild eine silberne Taube, darunter einen silbernen sechsstrahligen Stern“
25. ↑  Rai-Breitenbach: „Geteilter Schild, oben in Schwarz ein wachsender rot bewehrter silberne Löwe, unten in Silber ein blauer Wellenbalken.“
26. ↑  Rothenberg: „In geteiltem Schild oben in Gold ein wachsender Schwarzer Reichsadler, unten in Rot eine goldene Eichel, beseitet von je einer goldenen Hirschstange.“
27. ↑  Sandbach: „In Silber ein blauer gewellter Schrägbalken, begleitet oben von  zwei roten Balken, unten rechts von einem roten Stern.“
28. ↑  Schöllenbach: „In Blau der bunte hessische Löwe, in den Pranken den quadrierten erbachischen Schild haltend: in 1 und 4 von Rot und Silber geteilt mit drei Sternen (2:1) in verwechselten Farben, in 2 und 3  zwei rote Balken in Silber“
29. ↑  Sensbachtal: „In Grün und Rot gewellter silberner Schräglinksbalken, begleitet oben von einem silbernen Wagenrad, unten von 3 silbernen Sternen.“
30. ↑  Vielbrunn: „In Rot über einem umgekehrten silbernen Sparren ein silberner Turm mit zweisäuliger Galerie.“